# Lucius Aemilius Lepidus Paullus
Lucius Aemilius Lepidus Paul(l)us was een Romeins politicus uit de 1e eeuw v.Chr.

## Familie
Lucius Aemilius Lepidus Paullus - of Paulus - was de zoon van Marcus Aemilius Lepidus en de kleinzoon van Quintus Aemilius Lepidus. Hij noemde zichzelf Paullus naar een roemrijke voorvader. Of hij daarbij het cognomen Lepidus behield, is niet duidelijk. Wie zijn vrouw was, is niet bekend. Wel had hij twee zonen met haar, namelijk Lucius Aemilius Lepidus Paullus, die later consul werd in het jaar 34 v.Chr. en Lucius Aemilius Lepidus die censor werd. Ook zijn kleinzoon zou nog het consulschap krijgen onder Augustus in 6 n.Chr.. De bekendste telg uit zijn geslacht is echter zijn broer, Marcus Aemilius Lepidus, een van de drie personen uit het tweede triumviraat .
L. Aemilius Lepidus Paullus is lid van een zeer machtige familie, de gens Aemilia. Dit geslacht behoorde tot de vijf belangrijkste patricische families van het oude Rome . Getuigen daarvan zijn, naast de cursus honorum of politieke carrière van haar leden, ook de banden die dit geslacht heeft met andere families. Zo is zijn moeder de dochter van volkstribuun Lucius Appuleius Saturninus, een medestander van Marius. Zijn oudste zoon werd consul in 34 v.Chr. en huwde Claudia Marcella, een nicht van keizer Augustus. Het prestige dat met de naam Aemilius gepaard ging, droeg waarschijnlijk bij tot het triumviraatschap van de broer van Lepidus Paullus, aangezien deze binnen het triumviraat zijn macht niet kon doordrukken.

## Leven en politieke carrière
In 62 v.Chr. vatte Lucius Aemilius Lepidus Paullus, of kortweg Paullus, zoals Cicero hem noemde, zijn politieke carrière of cursus honorum aan als triumvir aere argento auro flando feriundo of triumvir monetalis. Dit wil zeggen dat hij in dit jaar een van de drie Romeinse muntmeesters was. Tijdens dit ambt, dat ontstond in de 3e eeuw v.Chr., kregen de drie aangestelde personen opdrachten van de senaat voor muntslag. Ze kregen hierbij echter wel een zekere vrijheid. Dit ambt kan beschouwd worden als de eerste stap in de cursus honorum. In 59 v.Chr. zette hij zijn carrière voort als quaestor. Onder andere Cicero meldt dat hij op zijn minst gedurende een deel van dit ambtstermijn in Macedonië verbleef.
Over het feit dat Paullus het ambt van aedile heeft uitgeoefend, bestaat enige onzekerheid. Nergens wordt expliciet vermeld dat hij dit effectief uitvoerde, maar er bestaan goede argumenten om dit toch te veronderstellen. Zo is het aedielschap ten eerste de stap in de cursus honorum die gebruikelijk tussen het quaestor- en pretorschap plaatsvindt. Aediel was de ideale functie om binnen Rome aan populariteit te winnen. Het verzorgen van openbare gebouwen en organiseren van spelen was immers een deel van dit ambt. In zijn brieven naar Atticus meldt Cicero dat de Basilica Aemilia, een monument dat verbonden was aan het geslacht van de Aemilii in 55 v.Chr. hersteld was, dankzij inspanningen van Paullus. Hieruit is af te leiden dat Paullus vermoedelijk aediel was in 56 of 55 v.Chr.
Nadat hij pretor werd in 53 v.Chr., werd Paullus in 50 v.Chr. samen met Gaius Claudius Marcellus maior tot consul gekozen. In 43 v.Chr. kreeg hij een laatste ambt toegewezen, dat van legatus of gezant.

## De burgeroorlog
Nadat de gebroeders Gracchus aan het einde van de 2e eeuw v.Chr. voor oproer zorgden, brak in de 1e eeuw v.Chr. de burgeroorlog in Rome volledig los. In deze tijd waren ook rustige momenten, maar voor de machtselite was het een woelige periode. Ook Lepidus Paullus ontsnapte niet aan de lotgevallen van de strijd om de macht. Zijn familie behoorde immers tot de hoogste regionen van de Romeinse machtselite. In 77 v.Chr. had zijn vader reeds een opmars gedaan tegen Rome, maar de meest welluidende naam is natuurlijk die van zijn broer, Marcus Aemilius Lepidus. Toen de broer van Lepidus Paullus in 52 v.Chr. als interrex werd aangeduid om de comitia samen te roepen om twee nieuwe consuls te verkiezen, weigerde hij dit, waarna hij met geweld bedreigd werd en Rome ontvluchtte. Later kon hij echter terugkeren. Dat er in het begin tussen de beide broers sprake was van enige politieke harmonie, is af te leiden uit het feit dat Paullus in 50 v.Chr. consul was en zijn broer in 49 v.Chr. pretor kon worden. Beide broers stonden toen eerder in het kamp van de optimates. In 49 v.Chr. was er immers een zeer conservatieve fractie binnen de senaat aan de macht en toch kon Lepidus verkozen worden. Ook in een brief van Cicero vinden we een bevestiging van een goede relatie tussen de broers. In een brief naar Atticus schrijft hij dat “Lepidus (de broer van Paullus) in een brief naar zijn broer zegt dat er een samenzwering tegen hem aan de gang is”. Dit wijst erop dat de broers een correspondentie onderhielden. Bovendien voegt Cicero er nog aan toe dat “hij (Cicero) en zeker Paullus zelf niet hielden van het geluid daarvan”.
Cicero zelf stelt Paullus in zijn brieven voor als een goede vriend. Er zijn twee brieven van hem naar Paullus bewaard en als optimates stonden ze aan dezelfde kant. Wel ging Cicero niet akkoord met de steun van Paullus aan Julius Caesar, die hem volgens Cicero chanteerde. Cicero zag dit als een verklaring voor zijn passieve houding in het conflict tussen Caesar en Pompeius. In dit conflict tussen Caesar en Pompeius nam Paullus een neutrale positie in. Enerzijds was hij consul geworden dankzij Pompeius en sympathiseerde hij ook met deze, maar langs de andere kant stond hij ook in het krijt bij Caesar, die hem een aanzienlijke lening van 9 miljoen denarii had gegeven om tijdens zijn ambt als aediel de Basilica Aemilia te verfraaien.
Na Caesars dood kon Lucius Aemilius Lepidus Paullus verrassend genoeg in het politieke leven terugkeren, maar dit was echter van korte duur. Toen Lepidus met de twee andere triumviri in zee ging, ging Paullus hier niet mee akkoord en verzette hij zich hiertegen. Hij kwam, ondanks het feit dat hij de broer was van de beroemde Lepidus, op de proscriptielijsten van dit triumviraat terecht. Hierdoor riskeerde hij vervolgd en gedood te worden, waarna hij vluchtte naar oostelijke deel van het rijk. In het vroegere Macedonië sloot hij zich aan bij de beroemde Caesarmoordenaar Marcus Junius Brutus. Brutus pleegde zelfmoord in 42 v.Chr. Uiteindelijk werd Lepidus' straf nooit uitgevoerd en stierf hij enkele jaren later in Milete.